# Акунья, Хуан
Хуан Акунья Найя (исп. Juan Acuña Naya 14 февраля 1923, Ла-Корунья, Галисия — 30 августа 2001, Ла-Корунья, Галисия) — испанский футболист, игрок сборной Испании.

## Карьера
Хуан родился в Корунье и начал свою карьеру в команде "Спортинг Коруньес". Затем Найя выступал за "Эврику", а в 1938 году перешел в «Депортиво Ла-Корунья», в котором играл до 1955 года. Свой первый матч в составе "Депортиво" он провел в 1938 году в Ферролле. В следующем году он подписал новый контракт с "Депортиво" с зарплатой 300 песет в месяц.
У него было много проблем из-за травм и лишнего веса. Он является вратарем со вторым по количеству трофеев Саморы - четыре, уступая Антони Рамаллесу с пятью победами.
В 1961 году он был приглашен на матч "Депортиво" - "Оуренсе". В 1990 году "Депортиво" учредил трофей его имени.